# فورموسو (کانزاس)
فورموسو (به انگلیسی: Formoso) شهری در ایالت کانزاس کشور ایالات متحده آمریکا است که جمعیت آن در سرشماری سال ۲۰۱۰ میلادی، ۹۳ نفر بوده‌است.